# Iluzionism

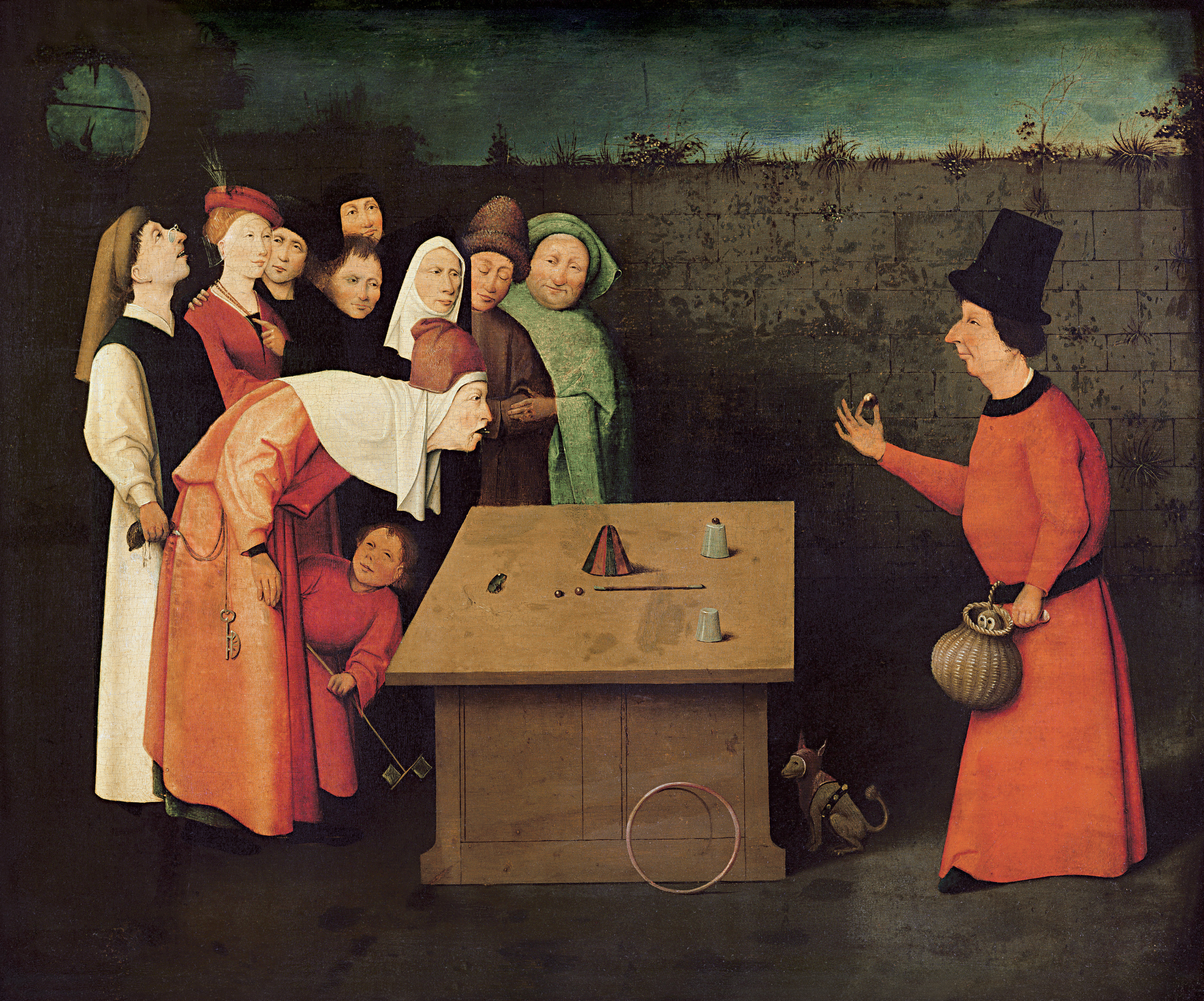

Iluzionismul (numit și magie sau magie scenică), este o artă a spectacolului ce delectează audiența cu punerea în scenă a unor trucuri sau prin crearea unor iluzii aparent imposibile sau supranaturale, prin folosirea unor mijloace naturale. Aceste mijloace sunt numite trucuri magice, efecte sau iluzii.

## Iluzionismul în România
Magicianul Leonard Iozefini scrie în cartea lui "Misterele Magiei" că iluzionismul, ca artă practicată în stil profesionist, a ajuns în România foarte târziu, în jurul anului 1880, fiind adus de un german, Samuel Berlahm, care presta sub numele de scenă Berlachini.
Ulterior, în 1913, medicul indian Mary King avea, la rândul său, să facă senzație în sălile de spectacole românești.